# Victor Nyirenda
Victor Nyirenda  est un footballeur malawite né le 23 août 1988 à Blantyre. Il joue au poste d'attaquant avec les Rwandais de l'Armée patriotique rwandaise Football Club.

## Carrière
- 2005 : Super ESCOM ( Malawi)
- 2005-2009 : MTL Wanderers ( Malawi)
- 2009-201. : APR FC ( Rwanda)

## Palmarès
- Championnat du Malawi de football : 2006
- Championnat du Rwanda de football : 2010
- Coupe du Rwanda de football : 2010
- Coupe Kagame inter-club : 2010